# Hermenegildo Galeana
Hermenegildo Galeana (Técpan, 1762. április 13. – Coyuca, 1814. június 27.) mexikói függetlenségi harcos.

## Élete
1762-ben született Técpan városában (melynek nevét később tiszteletére Técpan de Galeanára változtatták), valószínűleg egy Acapulco közelében hajótörést szenvedett angol tengerész leszármazottjaként. A Tata Gildo becenéven ismert Hermenegildo egyik unokatestvérének, Juan José Galeanának a haciendáján dolgozott, valószínűleg adminisztrátorként.
Amikor 1810. november 7-én José María Morelos Técpan városába érkezett, Galeana maga nem csatlakozott a felkelőkhöz (sőt, ő maga ebben az évben még a spanyolok oldalán állt!), de több családtagja: Juan José, Antonio és Pablo Galeana igen. Tőlük kapta Morelos első ágyúját, az El Niñót is. Hermenegildo csak 1811 januárjában La Sabanánál lépett be a függetlenségi harcosok közé. Mivel az itt április 4-én Nicolás de Cosío által vezetett ostrom elleni védekezésben kitűnt, május 3-án Morelos, aki a Brea haciendában tartózkodott ekkor, helytartóvá nevezte ki.
Néhány nap múlva Morelos a Bravo-család tulajdonában álló Chichihualco haciendába küldte, hogy onnan megpróbáljon ellátmányt szerezni. Galeana sikerrel járt: nem csak újabb harcosokat állított a maga oldalára és nem csak fegyvereket hozott magával, hanem azt is elérte, hogy Bravóék (Leonardo, Miguel, Víctor, Máximo és Nicolás) csatlakoztak a mozgalomhoz.
Morelos és több más vezér társaságában 1812. február 9-én érkezett meg Cuautlába, melyet hamarosan a királypártiak egyik legfőbb irányítója, Félix María Calleja kezdett ostromolni. A hónapokig tartó ostrom során Galeana azzal szerzett különös érdemeket, hogy vizet, élelmet és segítséget szerzett a város védőinek. Április 30-án a győzelemre álló Calleja kegyelmet ígért Morelosnak, Miguel Bravónak és Galeanának, de ők nem fogadták el. Az ostrom május 2-án ért véget, amikor a felkelők feladták a várost: Galeana ekkor Tecajaquén át Chilapába távozott. Szeptember 12-én Tehuacánban Morelos marsallá nevezte ki. Október 18-án egy Ojo de Agua nevű helyen Luis del Águila vereséget mért rájuk, viszont 10 nappal később Orizaba városát sikerült bevenniük. November első napján az Acultzingo környéki hegyekben kis híján életét vesztette, amikor egy újabb vesztes csatában lova holtan rogyott össze.
Tehuacánból Morelosszal Oaxaca városába indultak, melyet november 25-én sikerült is elfoglalniuk. 1813 februárjában Oaxacából Morelos és Galeana is Acapulcóba indult, de más útvonalon. Galeana március végén megérkezett La Sabanához, április 6-án pedig elkezdődött Acapulco ostroma. A város főterét május 12-én sikerült bevenniük, de a San Diego-erődöt még sokáig tartották a spanyolok. Galeana terveket készített a La Roqueta sziget és a Goleta Guadalupe elfoglalására, hogy a tenger felől is folytatódhasson az ostrom, végül Pablo Galeana sikeresen elfoglalta ezeket a helyszíneket, majd augusztus 20-án a spanyolok feladták a várat. Ezután Galeana a Costa Chica partvidéket járta be, majd decemberben Cutzamalában újra csatlakozott Moreloshoz.
December 23-án megtámadták Valladolid városát, de vereséget szenvedtek és Puruarán felé vonultak vissza. Itt 1814. január 5-én újból megtámadták és újból legyőzték őket a királypártiak: itt esett fogságba Mariano Matamoros is. Galeana megmenekült és dél felé folytatta útját. A Zanjón haciendánál visszaverte Avilés támadását, de február 19-én Chichihualcónál Bravóék és Guadalupe Victoria oldalán ismét vereséget szenvedtek. (A felkelőket ekkor Juan Nepomuceno Rosains vezette.)
Galeanának nem tetszett, hogy Rosains a vezér, ezért azon kezdett gondolkodni, elhagyja a mozgalmat. Morelos azonban megbízta őt El Heladero védelmével, melyet március végén kezdtek ostromolni a királypártiak. Május 6-án fel kellett adnia a várost, ezután Cacahuatepecen, Texcán és Tixtlancingón át Cacalutlába ment, ahol a hónap végén visszaverte Avilés csapatait. Június 25-én visszatért a Zanjón haciendába, ahonnan Coyucába ment. Itt 27-én Avilés ismét rátámadt: ebben a csatában vesztette életét egy El Salitral nevű helyen.
Fejét levágták és elrettentésül kifüggesztették Coyuca főterére, majd a templom bejáratához, később eltemették. Teste viszont eltűnt. Amikor Morelos értesült Galeana haláláról, így kiáltott fel utalva a korábban elvesztett Matamorosra is: „¡Acabaron mis dos brazos: ya no soy nada!” („Vége a két karomnak, már egy semmi vagyok!”)